# Buya
Buya o Buia es un sitio arqueológico en la depresión de Danakil en Eritrea. Es conocido por el descubrimiento de Madam Buya, un fósil de un cráneo de Homo erectus de un millón de años de antigüedad. Otras dos expediciones en 2011 y 2012 también desenterraron fósiles de homínidos antiguos en el sitio. Los arqueólogos han descubierto grandes cantidades de fósiles de animales y herramientas líticas en la zona.

## Geología y geografía

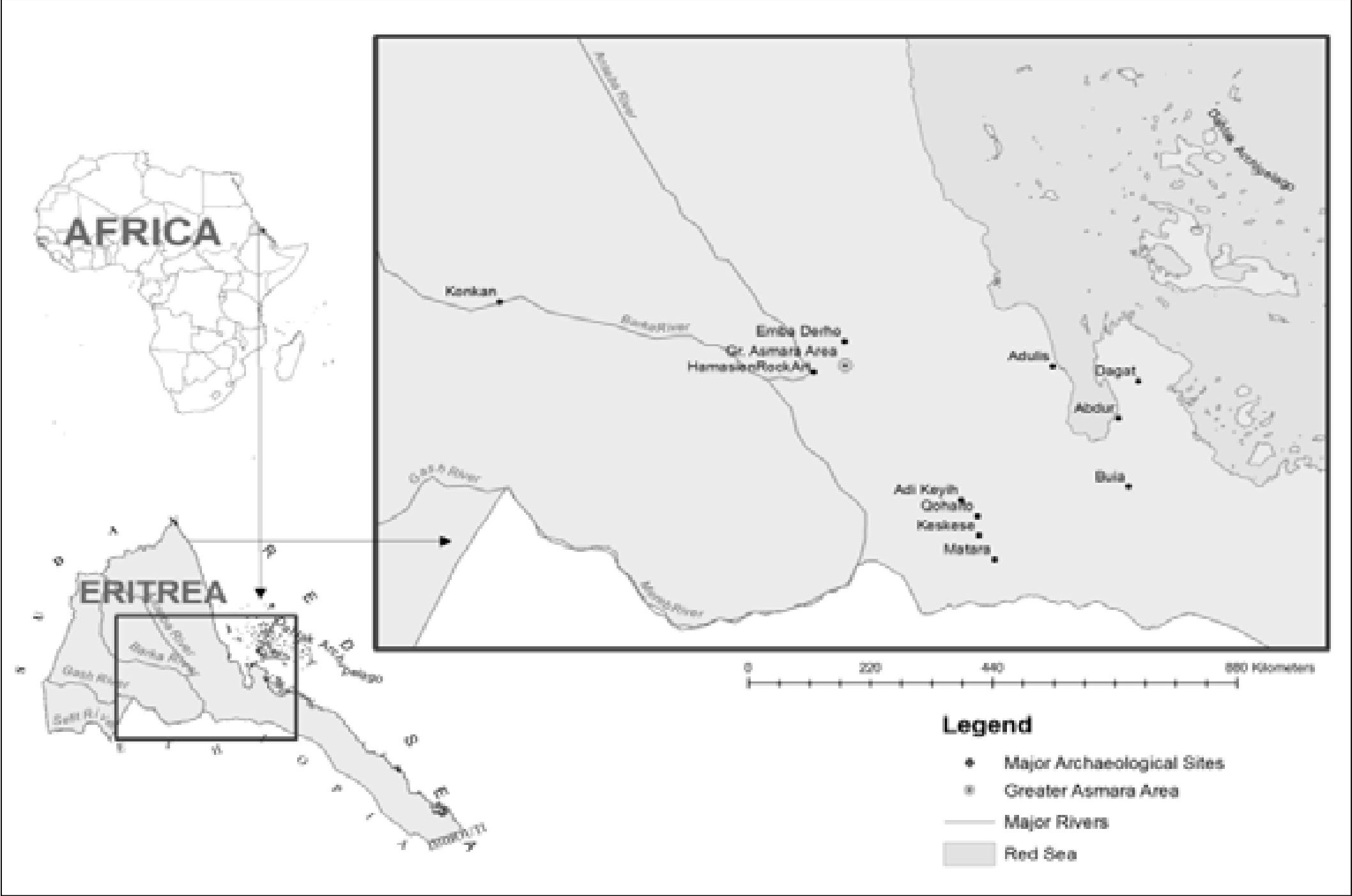
Sitio arqueológico de Buya, Eritrea

La cuenca de Buya está situada en la parte noroeste del triángulo de Afar. Esta zona contiene un pueblo poblado por los pueblos saho y afar. Esta ciudad tiene una economía sustentada en el riego, el pastoreo de cabras y el comercio. En 2000, se creó un campamento para personas desplazadas por la guerra entre Eritrea y Etiopía.
El sitio arqueológico está ubicado dentro de la cuenca de Dandiero, que es la parte norte de la depresión de Danakil. Recibe su nombre del pueblo buya, que se encuentra a 100 kilómetros al sur-sureste de Massawa. El sitio excavado tenía 500 metros de espesor y está al sureste de Buya junto a los pozos de Alad y el volcán Alid. Está cubierto de limos grises y blancos y contiene zonas fluviales con pequeñas cantidades de margas. El área está construida sobre un zócalo de roca neoproterozoica. Este zócalo es metamórfico y está formado por roca dolomítica de bajo grado, mármol, metasedimentos calcáreos, gneis anfibolita, gneis granítico y esquisto cianita de alto grado que entró en contacto con pizarra grafítica.

## Arqueología
Los estudios y excavaciones de la región han permitido identificar cientos de fósiles y artefactos. Gran parte de los artefactos encontrados en la zona se han asociado a las culturas achelense y olduvayense.
Tras una prospección de la región en 1994, se realizaron estudios en 1995. Estas encuestas fueron realizadas por el Departamento de Minas de Asmara, el Departamento de Ciencias de la Tierra, el Ministerio de Energía y Minas de Eritrea y la Universidad de Florencia. Buya fue excavada entre 1995 y 1997 por un equipo de paleontólogos eritreos e italianos del Museo Nacional de Eritrea y la Universidad de Florencia: el material descubierto estaba almacenado en el Departamento de Minas de Asmara. Los trabajos arqueológicos se suspendieron temporalmente entre 1998 y 1999 debido a la guerra entre Etiopía y Eritrea. La investigación se reanudó en el año 2000; al año siguiente, se estableció un laboratorio dentro del Museo Nacional de Eritrea para la custodia de los fósiles. 

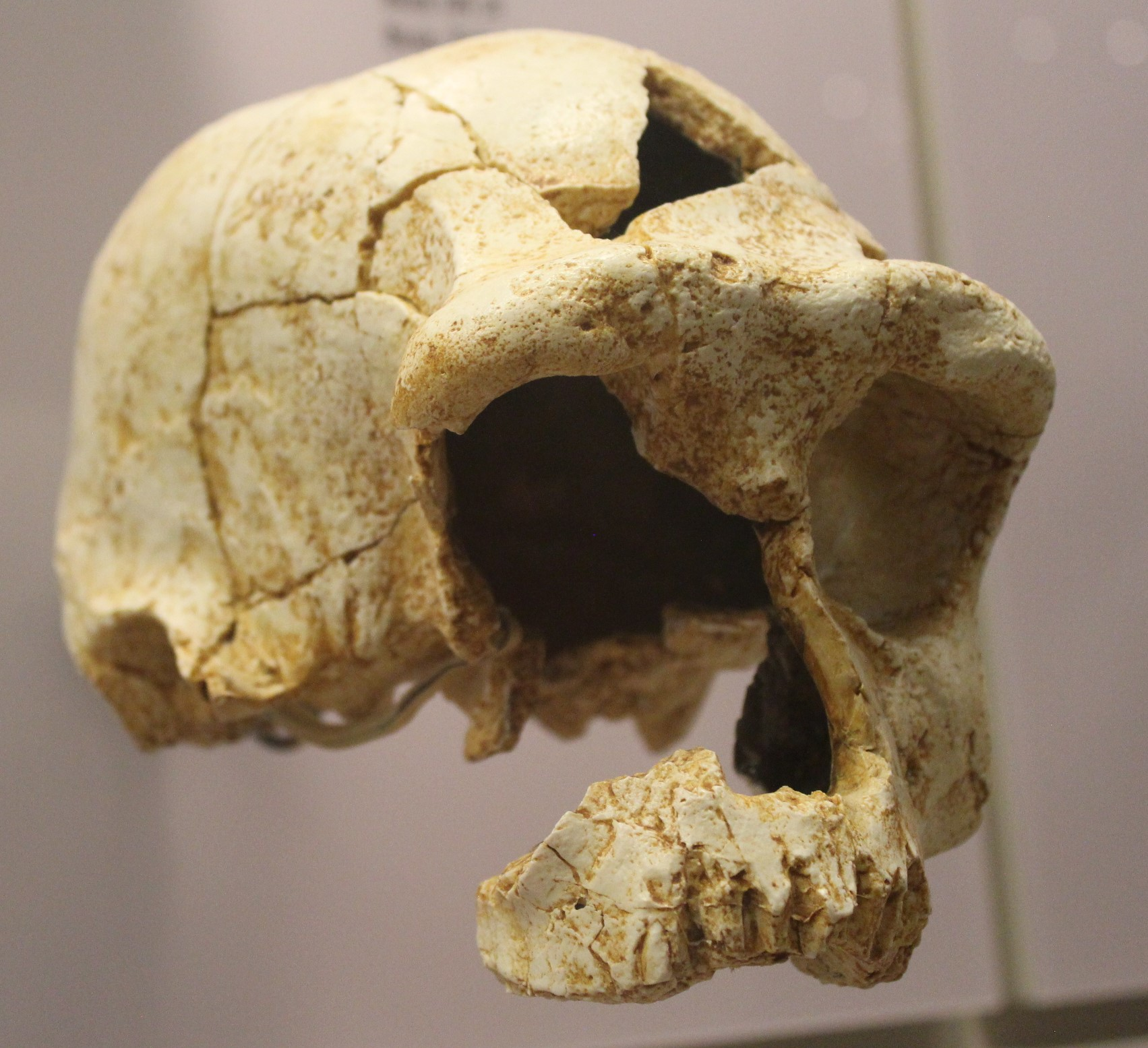
Cráneo de «Madame Buya»

Uno de los paleontólogos, Lorenzo Rook, desenterró fragmentos del fósil de Homo erectus bautizado «Madame Buya». El fósil fue encontrado dentro de sedimentos de un antiguo lago ubicado dentro de la depresión de Danakil.
Este esqueleto constaba de un cráneo casi completo, dos fragmentos de una pelvis y dos dientes incisivos. Carece de mandíbula y no tiene restos de coronas dentales. La mayoría de los canales radiculares habían desaparecido, aunque algunos estaban conservados en el maxilar. Los canales radiculares muestran desgaste oclusal, acumulación de dentina y pérdida de esmalte. El cráneo tiene una caja craneana larga y estrecha, un área parietooccipital redonda, lóbulos occipitales abultados, un área postorbital constreñida y un volumen de 995 centímetros cúbicos. Tiene una protuberancia más pronunciada, órbitas grandes y profundas, huesos cigomáticos más grandes con maxilar, un perfil frontal ligeramente más curvado y un endocráneo más delgado que otros fósiles humanos arcaicos. Según una investigación publicada en 2022, los maxilares de este fósil son más grandes que los de cualquier otro fósil de homínido del Plioceno temprano conocido. En 1995 se descubrieron dos fósiles de dientes permanentes con coronas y raíces, así como un fragmento de hueso coxal. En 2003, los arqueólogos descubrieron un fragmento de sínfisis púbica en el sitio. Se cree que todos estos fósiles pertenecen al mismo individuo. El análisis de la sínfisis púbica sugiere que el esqueleto podría haber pertenecido a un individuo de entre 25 y 30 años.
El fósil presenta características tanto de los esqueletos de Homo erectus como de Homo sapiens. Por una parte, tiene un gran arco superciliar, un neurocráneo ovalado y pómulos anchos. Todos estos rasgos son característicos de un fósil de Homo erectus. Además, tiene un cráneo que es más ancho en la parte alta de la bóveda, lo cual es un rasgo humano moderno. El fósil contiene características tanto de fósiles humanos del Pleistoceno temprano como del Pleistoceno medio, proporcionando a los arqueólogos evidencia de la transición entre estos dos períodos. Por estas razones, el descubrimiento se considera una fuente importante de información sobre el desarrollo de los humanos modernos. Los fósiles encontrados en el lugar fueron datados con un millón de años de antigüedad. La datación por fisión de los fósiles determinó que tenían una antigüedad de 0,75 ± 0,16 millones de años. Investigaciones posteriores llevaron a una estimación de edad de 1,3 ± 0,3 millones de años.
Otro equipo de paleontólogos italianos, franceses y eritreos realizó una excavación en 2011. Encontraron otro fósil de Homo erectus en el sitio. Massimo Delfino, uno de los paleontólogos, encontró el artefacto mientras realizaba un estudio de rutina en el área. Otro excavador, Husein Omar, descubrió un conjunto de muelas de entre 650 mil a 1,4 millones de años de antigüedad. Según Medin, este descubrimiento proporcionó una fuente vital de información sobre el desarrollo humano durante este período de tiempo y una oportunidad para futuras investigaciones en Eritrea. En 2012, los arqueólogos que trabajan para la Universidad La Sapienza de Roma realizaron una nueva expedición. Este proyecto fue coordinado con la Universidad de Padua, el Museo Nacional de Historia Natural de París y la Universidad de Turín. Encontraron otro fósil de un millón de años y algunos objetos líticos. Debido a este descubrimiento, el sitio recibió el apodo de "Santuario de las Amígdalas" por su gran cantidad de sitios arqueológicos importantes. Además, en la región se han encontrado seis rastros de huellas humanas de 800.000 años de antigüedad.
Los arqueólogos han descubierto 213 objetos líticos en Buya. Según un estudio del sitio realizado en 2004, se encontraron 133 lascas, 26 choppers, 13 bifaces, 9 percutores, 6 núcleos, 2 martillos y 1 pico triédrico. Estos objetos fueron encontrados en tres áreas. El área uno está ubicada a lo largo de un barranco en la parte norte de la región. El área dos está ubicada en un terreno elevado en la parte noreste de la región. El área tres está ubicada a lo largo de los límites occidentales de Buya. En el área uno se encontraron 98 lascas, 15 choppers, 8 percutores, 4 núcleos, un hacha de mano, un guijarro picado y un pico triédrico. Setenta y ocho de estos objetos presentaban bordes sin desgastar y solo 37 presentaban algún desgaste. Las hachas y los choppers estaban hechos de guijarros. Los percutores estaban fabricados en cuarzoarenita, mientras que algunas de las hachas y el pico estaban hechos de basalto. Las lascas se fabricaron principalmente de cuarzo, aunque también se utilizaron mármol, basalto y cuarcita. Se recuperaron 98 artefactos en total del área dos. Estos materiales consisten en 22 lascas, 10 hachas de mano, 9 choppers y un guijarro de basalto utilizado como martillo. La mayoría de las choppers de esta zona no estaban utilizados, solo tenían pátina. Las hachas también están en su mayor parte sin usar y están hechas principalmente de esquisto y basalto. Aunque para uno de ellos se utilizó mármol. Un núcleo está hecho de mármol y un martillo está hecho de un canto rodado de basalto alargado y de forma ovalada. Sólo se encontraron 12 artefactos en el área tres. Estos consisten en 8 lascas, 2 cortadores transversales, 1 hacha de mano y un núcleo. Los hachadores estaban hechos de guijarros de mármol alargados, el hacha de mano de una lasca de basalto y el núcleo estaba hecho de un guijarro de basalto grueso. 6 de las lascas estaban hechas de cuarzo y 2 de basalto. Se identificaron unos pocos objetos entre estas áreas. Estos incluyen 3 lascas de basalto, 1 lasca de cuarzo, 1 lasca de arenita de cuarzo, 1 bifaz y un martillo de arenita de cuarzo.

## Paleoecología
En el lugar se han encontrado numerosos restos de flora y fauna. Estos fósiles han sido revelados debido a la erosión, los cambios climáticos y la actividad volcánica. El tipo de animales encontrados en este sitio son típicos de las faunas del Pleistoceno temprano de África Oriental. Los restos de especies extintas de este período de tiempo encontrados en el sitio incluyen Theropithecus oswaldi, Pelorovis oldowayensis, Giraffa jumae , Hexaprotodon, Hippopotamus gorgops, Palaeoloxodon recki, Palaeoloxodon recki ileretensis, Kolpochoerus olduvaiensis, Kolpochoerus majus, Metridiochoerus modestus y potencialmente Giraffa pygmaea. Es posible que en el sitio se haya identificado una posible nueva especie de toro, Bos buiaensis. Los fósiles de bóvidos encontrados en Buya contienen características de uros y pelorovis. Esto indica que los humanos pueden haber tenido una relación con el ganado desde el Plioceno tardío.
Se han identificado otros restos de animales existentes, como rinocerontes blancos, cabras, cebras de Grévy, sitatungas, antílopes acuáticos , ratas de las cañas, avutardas Kori, cercopitécidos, hienas manchadas y una especie de gacela no especificada. La mayoría de los mamíferos que se encuentran en Buya son especies que dependen del agua y que habitan en entornos de pastizales o sabanas. Por ejemplo, los taxones encontrados en Buya, como el hipopótamo, el antílope acuático, el sitatunga, el cocodrilo, la pitón africana, el lagarto monitor del Nilo y los pelomedúsidos son criaturas que dependen del agua y viven en pastizales o entornos de sabana. Esto indica que la región estaba formada por pastizales húmedos o hábitats de sabana situados cerca de fuentes de agua. La evidencia estratigráfica también sugiere que el tramo alguna vez fue una pradera o sabana ubicada cerca del agua. En Buya se han encontrado raros ejemplares de cocodrilos del Nilo anteriores al Pleistoceno medio. Se han identificado muy pocos ejemplos de esta especie que datan de antes del Pleistoceno medio en África. En la zona se encontraron ejemplares de especies de aves de los géneros Anhinga y Burhinus, lo que implica que la región tenía aguas abiertas con cañaverales cerca de áreas secas. También se identificaron fósiles de clarias, un género de peces.
En Buya se identificaron cientos de icnofósiles, los cuales se pueden dividir en dos categorías: en forma de roseta y en forma de anillo. Es probable que estos fósiles se hayan formado rellenando con arena oolítica las huellas dejadas por el objeto original. No está claro qué organismos pudieron haberlo creado. Se puede inferir que los organismos de cuerpo blando con simetría radial fueron los responsables de las huellas originales. Probablemente utilizaron un disco de pedal para crear la huella. Las anémonas de mar fueron consideradas como un origen potencial de los fósiles, sin embargo, las anémonas de mar aparecen en el océano, mientras que estos fósiles se encontraron en la tierra. Se han considerado otras especies como Scyphozoa, sin embargo, los patrones en los icnofósiles son diferentes a los de otros animales conocidos. Es posible que dos nuevos icnotaxones fueran responsables de las huellas. También se han considerado orígenes abiogénicos, aunque la complejidad de los patrones sugiere fuertemente que tienen orígenes biogénicos.
Las marcas de corte en huesos y carne fosilizados indican que una población humana del Pleistoceno puede haber practicado el faenado de cadáveres de animales. Un fósil de bóvido presenta cortes profundos en el cuello, cerca de la vena yugular. Estos cortes probablemente fueron realizados con una herramienta lítica y tenían como objetivo decapitar al animal. Otro fósil de antílope acuático muestra marcas de arañazos oblicuos, cortos y rectos, probablemente también hechos con una herramienta lítica para desollar al animal. Otro fósil de pelvis y cadera de mamífero y un fósil de fémur de cocodrilo también contienen marcas de arañazos que indican que fueron desollados. En el fémur de un fósil de hipopótamo se encontraron marcas de corte en forma de V, probablemente realizadas con una herramienta lítica en un intento de separar la pierna del cuerpo. También se identificaron tres marcas de corte cortas y arqueadas en el fósil de la tibia de un hipopótamo que parecen haber sido realizados con herramientas de piedra y haber tenido como finalidad separar la pierna de las articulaciones. Las marcas de mordeduras encontradas en otros fósiles y coprolitos encontrados en el sitio indican la presencia de carnívoros.